# Naji Heneine
Naji Heneine (en arabe : ناجي حنين, né le 22 juillet 1961, est un ancien skieur alpin libanais. Il participe à deux épreuves aux Jeux olympiques d'hiver de 1980.

## Résultats

### Jeux olympiques
| Lieu             | Épreuves     | Temps         | Classement | Vainqueur        |
| ---------------- | ------------ | ------------- | ---------- | ---------------- |
| Lake Placid 1980 | Slalom géant | 3 min 37 s 47 | 53e        | Ingemar Stenmark |
| Lake Placid 1980 | Slalom       | 2 min 26 s 39 | 35e        | Ingemar Stenmark |